# Min Hae Kyung
Min Hae Kyung은 대한민국의 가수 민해경의 1986년 발매한 정규 6집이다. 이세건이 프로듀서로 참여한 앨범이며, 활동곡은 내 인생을 찾아서이다.

## 앨범의 특징
5집과 6집은 각각, Aoyama Victor Studio (일본), Seoul Studio (한국)에서 녹음을 했다.
타이틀곡 내 인생을 찾아서는 표절 판정을 받아, 활동 9개월만에 금지곡 처분이 내려졌다. 혼다 미나코의 살의의 바캉스를 표절했다는 이유였다. 또한, 노래 뿐만 아니라, 쟈켓마저도 표절.
당시의 안타까운 상황을 엿볼 수 있다.
6집에도 7집처럼 A, B 버전이 존재한다.
A 버전의 타이틀곡은 겨울 해바라기고, B 버전의 타이틀곡은 내 인생을 찾아서인 것을 보아, 원래 타이틀곡을 발라드로 밀려고 했으나, 결국 댄스곡으로 바꾼 듯 하다. 겨울 해바라기는 B 버전에선 해바라기 사랑이라는 이름으로 바뀌어 재수록 되고 있다.

## A 버전 트랙 리스트
| #  | 제목                            | 작사   | 작곡   | 편곡 | 재생 시간 |
| -- | ------------------------------- | ------ | ------ | ---- | --------- |
| 1. | 〈겨울 해바라기〉               | 김인호 | 이세건 | 3:38 |           |
| 2. | 〈당신의 여인〉                 | 박지훈 | 이세건 | 3:10 |           |
| 3. | 〈여자의 詩〉                   | 박지훈 | 이세건 | 3:20 |           |
| 4. | 〈사랑이여 불꽃이여〉           | 박지훈 | 이세건 | 3:10 |           |
| 5. | 〈그대의 이름은 그대의 사랑은〉 | 이세건 | 이세건 | 3:25 |           |
| 6. | 〈내 인생을 찾아서〉            | 박지훈 | 이세건 | 3:55 |           |
| 7. | 〈사랑할 때와 혼자일 때〉       | 이세건 | 이세건 | 3:50 |           |
| 8. | 〈J에게〉                       | 이세건 | 이세건 | 3:50 |           |
| 9. | 〈도시의 연인들〉               | 박지훈 | 외국곡 | 4:26 |           |

## B 버전 트랙 리스트
| #   | 제목                            | 작사   | 작곡   | 편곡 | 재생 시간 |
| --- | ------------------------------- | ------ | ------ | ---- | --------- |
| 1.  | 〈내 인생을 찾아서〉            | 박지훈 | 이세건 | 3:55 |           |
| 2.  | 〈당신의 여인〉                 | 박지훈 | 이세건 | 3:10 |           |
| 3.  | 〈해바라기 사랑〉               | 김인호 | 이세건 | 3:38 |           |
| 4.  | 〈J에게〉                       | 이세건 | 이세건 | 3:50 |           |
| 5.  | 〈도시의 연인들〉               | 박지훈 | 외국곡 | 4:26 |           |
| 6.  | 〈여자의 詩〉                   | 박지훈 | 이세건 | 3:20 |           |
| 7.  | 〈그대의 이름은 그대의 사랑은〉 | 이세건 | 이세건 | 3:25 |           |
| 8.  | 〈사랑할 때와 혼자일 때〉       | 이세건 | 이세건 | 3:50 |           |
| 9.  | 〈사랑이여 불꽃이여〉           | 박지훈 | 이세건 | 3:10 |           |
| 10. | 〈여행〉                        | 이세건 | 이세건 | 3:18 |           |

## 같이 보기
- 민해경 디스코그래피